# 彼得·贾菲
詹姆斯·彼得·贾菲（英語：James Peter Jaffe，1913年11月22日—1982年8月20日），英国男子帆船运动员。他曾代表英国参加1932年夏季奥林匹克运动会帆船比赛，联同科林·拉齐获得星级银牌。